# Allonitis nasutus
Allonitis nasutus är en skalbaggsart som beskrevs av Felsche 1907. Allonitis nasutus ingår i släktet Allonitis och familjen bladhorningar. Inga underarter finns listade i Catalogue of Life.